# Norefjord Station
Norefjord Station (Norefjord stasjon) var en jernbanestation på Numedalsbanen, der lå i Nore på vestsiden af Norefjorden i Nore og Uvdal kommune i Norge.
Stationen blev oprettet som holdeplads med ekspedition af passagerer og gods 20. november 1927, da banen blev taget i brug. Den blev opgraderet til station med ekspedition af tog, passagerer og gods 15. juni 1937. Den status beholdt den indtil 1. november 1970, hvor den blev nedgraderet til ubemandet trinbræt. Trafikken på strækningen mellem Rollag og Rødberg, hvor stationen ligger, blev indstillet 1. januar 1989, hvorved stationen blev nedlagt.
Stationsbygningen blev opført i 1925 efter tegninger af NSB Arkitektkontor.